# Lista de expressões jurídicas em latim
Esta lista reúne expressões jurídicas em latim mais usadas no direito, também chamados de brocardos.
Há iniciativas que procuram registros de sua pronúncia autêntica em certos períodos e locais históricos, com a exposição desses brocardos com notações do Alfabeto Fonético Internacional, como o dicionário de brocardos jurídicos latinos Ope Juris que, além de catalogar e explicar brocardos jurídicos latinos, também oferece a pronúncia dessas expressões.

## A
| Expressão                                     | Tradução                                                                    | Uso | Fonte |
| --------------------------------------------- | --------------------------------------------------------------------------- | --- | --- |
| Aberratio ictus                               | Aberração atingida (erro de alvo)                                           | Direito penal: quando o autor erra o alvo, de vítima. Quando atinge alguém, pensando ser outro. | — |
| Ab initio                                     | Desde o ínicio                                                              | Locução Latina que significa desde o início. Assim se diz, p. ex., que o processo foi anulado ab initio. | Marcus Cládio Acquaviva - Dicionário Jurídico Acquaviva |
| Ab origine                                    | Desde a origem                                                              | Desde a origem; desde o princípio.. | — |
| Ab ovo                                        | Desde o ovo                                                                 | Algo que se observa desde o início. | — |
| Abolitio criminis                             | Abolição do crime                                                           | Quando a lei nova descriminaliza conduta, antes ilícita, descrita em lei anterior. | — |
| Abusus non tollit usum                        | O abuso não impede o uso                                                    | Princípio segundo o qual se pode usar de uma coisa boa em si, mesmo quando outros usam dela abusivamente. | — |
| Accessorium sequitur principale               | Acessório segue o principal                                                 | Trata-se do princípio da gravitação jurídica, em que o objeto acessório segue o principal. Descrição usada no direito das obrigações (ar. 233 do CC/02) e das coisas, onde, por exemplo, quem compra um cavalo, leva as ferraduras, ou quem compra um terreno leva o que está construído sobre ele. | — |
| Actio communi dividundo                       | Ação comum de dividir (ação de divisão)                                     | Define a ação divisória | ---- |
| Actio finium regundorum                       | Ação dos Fins (Limites) dos Governantes (Ação de demarcação)                | Define a ação demarcatória | --- |
| Actio libera in causa                         | Ação livre na sua causa                                                     | Princípio adotado no Cód. Penal do Brasil, pelo qual se o agente alega que agiu induzido por motivos externos, não se exime da culpa quando causou tais motivos. Ex: o assassino que bebe para ter coragem de praticar o homicídio não pode alegar a embriaguez como atenuante. | [ 2 ] |
| Actio nondum nata non praescribitur           | Ação ainda não nascida não é prescrita                                      | Direito civil, direito processual civil - A prescrição só se inicia quando começa o direito de ação. | Orlando Gomes, Instituições de Direito Civil, p. 483. |
| Actore non probante, reus absolvitur          | (Se o) Autor não prova, réu é absolvido                                     | Direito processual (civil e criminal) | — |
| Actori incumbit onus probandi                 | (Ao) Autor incumbe o ônus da prova                                          | Direito processual (menos o trabalhista) | — |
| A Deo rex, a rege lex                         | "De Deus o rei, do rei a lei" (O rei vem de Deus, a lei vem do rei)         | — | — |
| Ad hoc                                        | Para isso, para esse fim                                                    | De propósito; perito designado para executar certa tarefa. | Dicionário Aurélio |
| Ad impossibilia nemo tenetur                  | Ao impossível ninguém é obrigado (Ninguém é obrigado a fazer o impossível)  | — Termo usado para justificar a desobediência a normas cujas execuções são humanamente inviáveis, como, por exemplo, uma ordem judicial que requisite o cumprimento de diligências que demandem profunda pesquisa, no prazo de 24 horas. | — De Freitas, Vladimir Passos |
| Ad infinitum                                  | Ao infinito                                                                 | — | — |
| Ad perpetuam rei memoriam                     | À perpetua memória da coisa (ou fato)                                       | — | — |
| Ad probationem                                | À prova                                                                     | — | — |
| Ad quem                                       | À quem                                                                      | Para designar o Juiz ou Tribunal responsável pelo julgamento do recurso, para o qual se encaminha o processo, bem como o dia ou termo final da contagem de um prazo. (vide a quo). Juízo de instância superior. | — |
| Ad referendum                                 | Ao referendo                                                                | Para uma aprovação posterior (leis, contratos) | — |
| *Ad substantiam *Ad substantia negotii        | *À substância (À essência) *À substância do negócio (À essência do negócio) | Indica condição essencial de algo. | — |
| Allegatio partis non facit jus                | Alegação da parte não produz direito                                        | Aquilo que a parte alega, por si, não indica que seja a verdade ou que produza um direito. | — |
| Amicus curiae                                 | Amigo da corte                                                              | Instituto processual de origem estadunidense, em que terceiros são chamados a participar de uma ação com o fim de auxiliar a tomada de decisão pelo juiz ou corte. *No Brasil, é previsto, dentre outros dispositivos, no art. 7º, § 2º, da Lei nº 9.868/99. | Prado Rodrigo Murad do. |
| Amicus Democratiae                            | Amigo da Democracia                                                         | Missão constitucional-institucional da Defensoria Pública como "expressão e instrumento do regime democrático"(art. 134, CF), constituindo-se agente ativo da democracia, comprometida com a promoção dos direitos humanos e a participação popular para que haja, de fato, democracia, devendo ser dadas a todos as pessoas vulnerabilizadas possivelmente afetadas por uma decisão política ou jurídica as mesmas chances de participar do debate político, seja por meio de participação na elaboração e implementação de políticas públicas, seja na iniciativa, discussão e aprimoramento de projetos de lei. | Des. Ernesto Anselmo Queiroz Chíxaro. Tribunal de Justiça do Estado do Amazonas. Agravo Regimental Criminal n.º 0003697-80.2019.8.04.0000 "Decisão TJAM". ROCHA, Jorge Bheron. Amicus Democratiae - Acesso à Justiça e Defensoria Pública. Trant lo Blanch. 2022 |
| Animus                                        | ânimo, vontade                                                              | Indica a intenção. | — |
| Apud (ap.)                                    | junto de                                                                    | em anexo, juntado, no complemento, apenso. | — |
| A quo                                         | Do qual                                                                     | Para se referir ao Juiz ou Tribunal que proferiu a decisão recorrida, e de onde provém o processo, bem como ao dia ou termo inicial do prazo. Juízo de origem. | — |
| *Audi alteram partem *Audiatur et altera pars | *Ouça-se a outra parte *Ouvida a outra parte                                | Direito processual; princípio do contraditório (oposto: inaudita altera pars) | — |

## B
| Expressão                               | Tradução                                  | Uso                                                                | Fonte                        |
| --------------------------------------- | ----------------------------------------- | ------------------------------------------------------------------ | ---------------------------- |
| Bella matribus detestata                | (Da) Guerra as mães detestam              | Indica repulsa pela solução beligerante                            | Zama, in: Libelo Republicano |
| Beneficium juris nemini est denegandi   | (O) benefício do direito de ninguém negar | _                                                                  | _                            |
| Bis in idem                             | Duas vezes no mesmo (de novo, outra vez)  | Indica repetição desnecessária: princípio "non bis in idem" (q.v.) | _                            |
| Bona est lex si quis ea legitime utatur | Boa é a lei se fazem o legítimo uso       | _                                                                  | _                            |
| Bona fide                               | Boa-fé                                    | Condição exigida, por exemplo, para se validar contratos.          | _                            |
| Bona publica                            | Bens públicos                             | _                                                                  | _                            |
| Boni mores                              | Bons costumes                             | _                                                                  | _                            |

## C
| Expressão                         | Tradução                                                                             | Uso | Fonte |
| --------------------------------- | ------------------------------------------------------------------------------------ | --- | --- |
| Caput                             | Cabeça                                                                               | Cabeça | _ |
| Casus fortuitus                   | Caso fortuito                                                                        | Condição não prevista, e que ocorre alheia às vontades das partes.                                                                                  | _ |
| Causa mortis                      | Causa da morte                                                                       | Expressão usada em atestado de óbito. | _ |
| Causa petendi                     | Causa do pedido                                                                      | Direito Processual: o que leva o Autor a pedir algo em juízo.                                                                                       | _ |
| Causidicus                        | Causídico                                                                            | o Advogado | _ |
| Cautio damnini infecti            | Caução por dano infectado                                                            | Direito de vizinhança: Garantia que dá o proprietário de prédio de que não irá ameaçar os direitos do vizinho.                                      | _ |
| Cautio rei uxoriae                | Caução das coisas uxórias (da mulher casada)                                         | Direito matrimonial antigo, visando preservar o dote uxório.                                                                                        | _ |
| Citra petita                      | Aquém do pedido.                                                                     | _ | _ |
| Cogitationis poenam nemo patitur. | (Dos) Pensamentos, punição ninguém sofre (Ninguém sofre o castigo do pensamento)     | Direito Penal: a intenção ou idéia de praticar um delito não são puníveis.                                                                          | _ |
| Conditio sine qua non             | Condição sem a qual não                                                              | Vários ramos do Direito: condição indispensável para a validade de algo.                                                                            | _ |
| Consummatum est                   | Consumado está (ou "Está consumado")                                                 | Tanto para um ato jurídico, como para a vida ou qualquer ato que se encerra de modo peremptório.                                                    | _ |
| Contra jus                        | Contra o direito                                                                     | Algo que se torna inválido, por contrariar a lei ou o direito.                                                                                      | _ |
| Contra legem                      | Contra a lei                                                                         | Direito processual: diz-se quando uma sentença decide em sentido contrário ao que dispõe a lei.                                                     | _ |
| Corpus delicti                    | Corpo de delito                                                                      | Diz-se de prova de crime obtida no próprio corpo da vítima.                                                                                         | _ |
| Cuique suum                       | A cada um o seu                                                                      | _ | _ |
| Cum granu salis                   | Com um grão de sal (significando "com ponderação", "com parcimônia, "com moderação") | _ | _ |
| Custas ex lege                    | Custas da lei                                                                        | Direito processual: determinação de pagamento de custas (despesas) de processo, feitas de acordo com o estabelecido pela lei.                       | _ |
| Custos legis                      | Guardião da Lei                                                                      | Diz-se da função do Ministério Público, quando este atua fiscalizando a aplicação da lei.                                                           | _ |
| Custos vulnerabilis               | Guardião dos Vulneráveis                                                             | Atuação da Defensoria Pública em processos, como guardiã de grupos ou pessoas em situação de vulnerabilidade, mesmo que eles já tenham um advogado. | Barroso, Luís Roberto (16 de outubro de 2023). «Decisão: Embargos de Declaração na ADPF 709» (PDF). Supremo Tribunal Federal. Consultado em 27 de dezembro de 2023 |

## D
| Expressão                                      | Tradução                                                                                 | Uso | Fonte |
| ---------------------------------------------- | ---------------------------------------------------------------------------------------- | --- | --- |
| Da mihi factum dabo tibi jus                   | Dá-me os fatos, dar-lhe-ei o direito                                                     | | |
| Data venia                                     | Dada a licença                                                                           | Usada para introduzir uma objeção ao que foi dito por alguém. Permissão para discordar do ponto de vista de outrem.                                                                                            | _ |
| De cujus (ou de cuius)                         | "De cuja" ou "de cujo" (significando Do qual)                                            | Aquele de cuja herança se fala.“Primeiras palavras da fórmula de cuius sucessione agitur (aquele de cuja sucessão se trata)”, e que hodiernamente são utilizadas, sem mais, para designar o autor da sucessão. | Ana Prata (com a colaboração de Jorge Carvalho), Dicionário Jurídico, Vol I., 4ª Ed. Actualizada e Aumentada, Almedina, 2005, p. 377. |
| De facto                                       | De fato                                                                                  | Na prática. | _ |
| De jure                                        | De direito                                                                               | _ | [ 3 ] |
| De minimis non curat praetor                   | Do menor não cuida o pretor (O pretor (juiz) não se preocupa com coisas insignificantes) | _ | _ |
| Dies a quo non computatur in termino           | Dia no qual não se computa no término                                                    | _ | _ |
| Divortium aquarum                              | Divisor de águas                                                                         | _ | _ |
| Do ut facias                                   | Dou para que faças                                                                       | Norma que admite-se em contrato bilateral, no qual uma das partes oferece dinheiro pela prestação de serviços da outra parte.                                                                                  | _ |
| Dolo agit qui petit quod statim redditurus est | Age dolosamente quem pede aquilo que em seguida restituirá                               | | |
| Dormientibus non sucurrit ius                  | (Aos) Adormecidos não socorre o direito O direito não socorre os que dormem              | Usado quando uma das partes perde o prazo e por conseguinte o direito. | _ |
| Dura lex sed lex                               | Dura é a lei, mas é a lei                                                                | A lei deve ser aplicada sempre, não importando se é dura (rigorosa). | _ |

## E
| Expressão                                 | Tradução                                        | Uso | Fonte |
| ----------------------------------------- | ----------------------------------------------- | --- | ----- |
| Emptio non tollit locatum                 | A compra não remove o locado                    | _ | _     |
| Erga omnes                                | Para todos                                      | Quando uma decisão é erga omnes, significa que atingirá não só as partes, mas todos os indivíduos.                            | _     |
| Error communis facit ius                  | O erro comum faz o direito                      | _ | _     |
| Error in judicando                        | Erro ao julgar                                  | _ | _     |
| Error in procedendo                       | Erro em procedir                                | _ | _     |
| Ex lege                                   | A partir da lei                                 | _ | _     |
| Ex nunc                                   | A partir de agora                               | Significa que os efeitos da sentença ou da lei não retroagem, sendo aplicáveis somente a partir da publicação da sentença.    | _     |
| Ex tunc                                   | A partir de então                               | Os efeitos da sentença ou da lei retroagem, sendo aplicados aos fatos acontecidos antes da publicação da sentença.            | _     |
| Exceptio doli                             | Exceção de dolo                                 | |       |
| Excusatio non petita, accusatio manifesta | A desculpa não foi pedida, manifesta a acusação | Quem se desculpa sem ser acusado demonstra culpa.                                                                             | _     |
| Ex vi                                     | À força                                         | Utiliza-se para referir que uma determinada norma é aplicável, numa determinada situação concreta, por remissão de uma outra. | _     |

## F
| Expressão                        | Tradução                        | Uso | Fonte |
| -------------------------------- | ------------------------------- | --- | ----- |
| Ficta confessio                  | Confissão ficta                 | _ | _     |
| Fructus sine usu esse non potest | Fruto sem uso não se pode haver | _ | _     |
| Fumus boni iuris                 | Fumaça do bom direito           | Usado para alegar indício de bom direito.                                                                          | _     |
| Fumus comissi delicti            | Fumaça do delito cometido       | Usado para fundamentar o recebimento da denúncia e, dentre outros, também como requisito para a prisão preventiva. | _     |

## G
| Expressão           | Tradução              | Uso | Fonte |
| ------------------- | --------------------- | --- | ----- |
| Genus numquam perit | O gênero nunca perece | Usado no direito das obrigações, na obrigação de dar coisa incerta, o devedor não será perdoado de cumprir a obrigação alegando que perdeu a coisa por caso fortuito ou força maior, pois o gênero nunca perece. | _     |

## H
| Expressão     | Tradução                       | Uso                                              | Fonte |
| ------------- | ------------------------------ | ------------------------------------------------ | ----- |
| Habeas corpus | Tenhas teu corpo               | Em caso de pena privativa de liberdade.          | _     |
| Habeas data   | Tenhas teus dados (informação) | Em caso de não fornecimento de dados cadastrais. | _     |
| Hic et nunc   | Aqui e agora                   | Imediatamente; neste instante.                   | _     |
| Honoris causa | Por causa da honra             | Título honorífico concedido a pessoas ilustres.  | _     |

## I
| Expressão                                      | Tradução | Uso | Fonte              |
| ---------------------------------------------- | --- | --- | ------------------ |
| Ignorantia legis non excusat                   | A ignorância da lei não escusa | Não se pode alegar desconhecimento da lei como justificativa para sua infração | _                  |
| Impossibilium nulla est obligatio              | Nula é a obrigação impossível | É um princípio geral de Direito, segundo o qual é nula qualquer obrigação referente a coisa impossível, como a obrigação de viver sem respirar, por exemplo.                             | _                  |
| In absentia                                    | Em ausência | Usa-se como referência a processos em que o acusado não está presente na sala de julgamentos.                                                                                            | _                  |
| Inaudita altera parte                          | Sem ouvir a outra parte | Quando se produz um ato jurídico sem consultar a outra parte | _                  |
|                                                | | |                    |
| In re ipsa                                     | na própria coisa | Dano presumido, que independe de comprovação | _                  |
| In bonam partem                                | Boa para a parte | Quando a analogia é empregada em benefício do agente. | Willian Idelfonso. |
| In claris non fit interpretatio                | A interpretação não é tão clara | _ | _                  |
| In dubio pro reo                               | Na dúvida a favor do réu | Quando o julgador estiver em dúvida, deve julgar favoravelmente ao réu, com base no princípio da presunção de inocência                                                                  | _                  |
| In illiquidis non fit mora                     | Nas coisas ilíquidas não há mora | _ | _                  |
| Inadimplenti non est adimplendum               | (O) inadimplemento não é adimplemento O "não cumprido" não é "cumprido"                                                             | _ | _                  |
| Incidenter tantum                              | Apenas incidentalmente' Apenas entre as partes                                                                                      | Quando o efeito não é para todos, mas somente entre as partes. Contrapõe-se a principaliter, definitivo                                                                                  | _                  |
| In malam partem                                | Ruim para a parte | Quando a analogia é empregada em prejuízo do agente. | Willian Idelfonso. |
| Inter pars                                     | Entre as partes | _ | _                  |
| Intuitu personae                               | Olhando a pessoa (expressão significando Com relação à parte)                                                                       | A obrigação personalíssima ou intuitu personae é aquela que não pode ser substituída por outra de mesmo gênero, quantidade ou qualidade, tendo em vista a natureza pessoal da obrigação. | _                  |
| In verbis                                      | Nestas palavras | _ | _                  |
| Inter vivos                                    | Entre vivos (Entre pessoas vivas)                                                                                                   | _ | _                  |
| Ipso Facto                                     | Pelo próprio facto | _ | _                  |
| Iter criminis                                  | Jornada do crime | O caminho que percorre o autor de um crime desde a cogitação, atos preparatórios até o atos de execução propriamente ditos                                                               | _                  |
| Iudex iuxta alligata et probata iudicare debet | O juiz deve julgar de acordo com os (fatos) vinculados e provas                                                                     | | _                  |
| Iura novit curia                               | O tribunal conhece o direito | _ | _                  |
| Ius primae noctis                              | Direito da primeira noite | _ | _                  |
| Ius manendi, ambulandi, eundi, ultro citroque  | Direito de permanecer, de andar, de ir de um lado a outro                                                                           | Liberdade de locomoção, "direito de ir e vir" | _                  |
| Inaudita altera parte                          | Não ouvida a outra parte (Antecipação de tutela concedida no início do processo, sem necessitar que a parte contrária seja ouvida.) | Normalmente em pedidos de liminar; Quando a citação do réu torna-se ineficaz ou a antecipação de tutela necessita de tamanha urgência que não possa esperar a citação do réu.            | Pedro A S Paiva.   |

## J
| Expressão        | Tradução                 | Uso                                                                               | Fonte'no Higuchi'                              |
| ---------------- | ------------------------ | --------------------------------------------------------------------------------- | ---------------------------------------------- |
| Jurisdictio      | Jurisdição               | Jurisdição                                                                        | Dia a dia jurídico - Editora Saraiva           |
| Juris et de jure | De direito e por direito | Presunção que não admite prova em contrário                                       | _                                              |
| Juris tantum     | Apenas de direito        | Presunção que admite prova em contrário                                           | _                                              |
| Jus accusationis | Direito de acusar        | Prerrogativa da vítima de um crime (direito Penal) de acusar seu suposto agressor | E. Magalhães Noronha, Direito Penal I, Vol. 1. |

## L
| Expressão                                     | Tradução                                                       | Uso | Fonte |
| --------------------------------------------- | -------------------------------------------------------------- | --- | ----- |
| Lato sensu                                    | Em sentido amplo                                               | Quando quer se dar o sentido mais amplo de determinada expressão                                                                             | _     |
| Lex est quod populus iubet atque constituit   | A lei é o que o povo manda e constitui                         | A lei emana do povo | _     |
| Lex loci rei sitae                            | A lei do lugar onde os bens estão situados                     | Indica que a lei aplicável à transferência de bens depende e varia segundo a localização destes para os efeitos de conflito legislativo      | _     |
| Lex populi                                    | Lei popular                                                    | Lei formalmente aprovada pelo legislador | _     |
| Lex scripta                                   | Lei escrita                                                    | Lei positivada | _     |
| Lex quanvis irrationabilis, dummodo sit clara | A lei, ainda que irracional, sendo clara, tem que ser aplicada | _ | _     |
| Longa manus                                   | Executor de ordens                                             | Normalmente utilizada em referência ao Oficial de Justiça - que é o executor das ordens judiciais, ou seja, "a mão estendida do juiz na rua" | _     |
| Lucrum cessans                                | Lucros cessantes                                               | Lucro que se deveria obter de uma relação comercial que não se concretizou                                                                   | _     |

## M
| Expressão                          | Tradução                                                                                            | Uso | Fonte |
| ---------------------------------- | --------------------------------------------------------------------------------------------------- | --- | ----- |
| Mala fides superveniens non nocet  | A má fé que sobrevem não prejudica                                                                  | _ | _     |
| Mare clausum                       | Mar fechado                                                                                         | Mar ou massa de água navegável que esteja sob a jurisdição de um país, sendo vedada a outras nações               | _     |
| Mare liberum                       | Mar aberto. Oposto de mare clausum, isto é, mares e rotas marítimas devem ser explorados livremente | _ |       |
| More uxorio                        | _                                                                                                   | Convivência como marido e mulher                                                                                  | _     |
| Mortis causa                       | Em razão de morte                                                                                   | Sucessão de bens, direitos e obrigações que acontece devido ao falecimento de um indivíduo. Sucessão hereditária. | _     |
| Mutatis mutandis                   | Mudando o que tem que ser mudado                                                                    | _ | _     |
| Mens in corpore tantum molen regit | A mente rege o mecanismo do corpo                                                                   | _ | _     |

## N
| Expressão                                                     | Tradução                                                                                          | Uso | Fonte                                                                             |
| ------------------------------------------------------------- | ------------------------------------------------------------------------------------------------- | --- | --------------------------------------------------------------------------------- |
| Nec vi, nec clam, nec precario                                | Nem com violência, nem às ocultas, nem de modo precário                                           | _ | _                                                                                 |
| Neminem laedit qui suo iure utitur                            | Ofende ninguém que a seu direito usa                                                              | _ | _                                                                                 |
| Nemini res sua servit                                         | De ninguém serve a própria coisa                                                                  | _ | _                                                                                 |
| Nemo auditur propriam turpitudinem allegans                   | A ninguém é dado beneficiar-se da própria torpeza                                                 | Se uma parte agir de maneira desonesta ao celebrar um contrato, ela pode ser impedida de buscar os benefícios desse contrato nos tribunais. | _                                                                                 |
| Nemo iudex in causa sua                                       | Ninguém pode ser juiz em causa própria                                                            | _ | _                                                                                 |
| Nemo plus iuris ad alium transferre potest quam ipse habet    | Ninguém pode transmitir direitos a outrem mais do que aqueles que possui                          | _ | _                                                                                 |
| Nemo potest ei dicere. Cur ita facis?                         | Ninguém pode lhes dizer. Por que, então, faze-o?                                                  | _ | _                                                                                 |
| Nemo pro parte testatus pro parte intestatus decedere potest. | Ninguém pode falecer em parte testando (com testamento) e, em parte, sem testar (sem testamento). | Princípio usado no antigo Direito Romano. Não foi adotado pelo Direito Brasileiro. | V. ALVES, José Carlos Moreira: Direito Romano, v. II, 6ª ed. Forense, RJ, p. 358. |
| Nemo tenetur ad impossibilia                                  | Ninguém é obrigado a fazer coisas impossíveis                                                     | _ | _                                                                                 |
| Nemo tenetur se detegere                                      | Ninguém é obrigado a se mostrar                                                                   | Princípio da vedação à auto-incriminação ou direito ao silêncio | _                                                                                 |
| Nemo tenetur se ipsum accusare                                | Ninguém é obrigado a acusar a si próprio                                                          | _ | _                                                                                 |
| Non bis in idem                                               | Não duas vezes pela mesma coisa                                                                   | Postulado jurídico, em virtude do qual ninguém pode responder, pela segunda vez, sobre o mesmo fato já julgado, ou ser duplamente punido pelo mesmo delito | _                                                                                 |
| Non omne quod licet honestum est                              | Nem tudo que vale é honesto                                                                       | _ | _                                                                                 |
| Notitia criminis                                              | Notícia ou conhecimento do crime. Comunicação do crime.                                           | Comunicação que alguém faz à autoridade pública da infração penal, praticada por ela ou por outra pessoa. É o instrumento processual utilizado para comunicar uma infração penal à autoridade competente. Não se confunde a notícia criminal com a denúncia, que é o instrumento inicial da ação penal. A notícia não instaura uma ação penal, mas apenas o inquérito policial. | _                                                                                 |
| Novatio legis                                                 | Nova lei                                                                                          | _ | _                                                                                 |
| Novissima voluntas servatur                                   | A última vontade é a que tem valor                                                                | _ | _                                                                                 |
| Nulli conceditur                                              |                                                                                                   | |                                                                                   |
| Nullum crimen, nulla poena sine praevia lege poenali          | Não (existe) crime nem pena sem lei anterior                                                      | Princípio da legalidade. Princípio da anterioridade da lei penal. | _                                                                                 |
| Nullum crimen sine culpa                                      | Não (existe) crime sem culpa                                                                      | _ | _                                                                                 |

## P
| Expressão                                 | Tradução                                       | Uso                                                                                             | Fonte                                         |
| ----------------------------------------- | ---------------------------------------------- | ----------------------------------------------------------------------------------------------- | --------------------------------------------- |
| Pacta sunt servanda                       | Os pactos devem ser respeitados                | _                                                                                               | _                                             |
| Pacto reservati dominii                   | Pacto com reserva de domínio                   | Direito Civil e Comercial                                                                       | _Caio Mário, Introd. Dir. Civil, v.III, pp153 |
| Pactum disciplicentiae ou Pacto ad gustum | Pacto pelo agrado                              | O mesmo que "venda a contento" (Direito Civil; Direito Comercial)                               | _Caio Mário, Introd. Dir. Civil, v.III, pp145 |
| Pecunia non olet                          | O dinheiro não tem cheiro                      | Para o fisco, pouco importa se os rendimentos tributáveis tiveram ou não fonte lícita ou moral. | 1. 2. 3. 4.                                   |
| Pari passu                                | _Ao passo de- simultaneamente                  | _                                                                                               | _                                             |
| Periculum in mora                         | _Perigo da demora                              | _Dir. Proc.: exige-se uma rápida decisão, cuja demora pode causar prejuízos.                    | _                                             |
| Pietas est fundamentum omnium virtutum    | _A piedade é o fundamento de todas as virtudes | _                                                                                               | _                                             |

## Q
| Expressão                             | Tradução                                               | Uso                                 | Fonte                 |
| ------------------------------------- | ------------------------------------------------------ | ----------------------------------- | --------------------- |
| Quando bene se gesserit               | Enquanto se comporta bem                               | _                                   | _                     |
| Quantum                               | Quantidade elementar                                   | _                                   | _                     |
| Quantum Debeatur                      | O quanto se deve                                       | _                                   | _                     |
| Qui iure suo utitur, neminem laedit   | Quem usa seu direito, não prejudica ninguém            | _                                   | _                     |
| Quid                                  | Cerne, Essência, Quê                                   | Ex.: Quid Juris = O quê de Direito; | _                     |
| Quid latine dictum sit, altum sonatur | Tudo que é dito em latim soa profundo                  | _                                   | _                     |
| Quod abundat non nocet                | O que abunda não prejudica O que é demais não é nocivo | Ex: o excesso de provas é bom;      | José Pereira da Silva |

## R
| Expressão                           | Tradução                               | Uso | Fonte                    |
| ----------------------------------- | -------------------------------------- | --- | ------------------------ |
| Ratio juris                         | Razão do direito                       | _ | _                        |
| Rebus sic stantibus                 | (Deixar) as coisas como estão          | _ | _                        |
| Reformatio in melius                | Reforma para melhor                    | Princípio norteador da atividade jurisdicional na qual reforma a sentença em favor do réu.                                                                   | Torres, Anderson Rebelo. |
| Reformatio in pejus                 | Reforma em prejuízo                    | Princípio norteador da atividade jurisdicional na qual veda a reforma de sentença em prejuízo do apelante                                                    | _                        |
| Reformatio in pejus indireta        | Reforma para melhor                    | Reforma, em prejuízo do réu, pelo juízo a quo, sentença anulada pelo juízo ad quem.                                                                          | Torres, Anderson Rebelo. |
| Res furtiva                         | Coisa, algo que foi objeto de furto    | _ | Willian Idelfonso.       |
| Res judicata pro veritate accipitur | A coisa julgada é tida como verdadeira | _ | _                        |
| Res nullius                         | Coisa de ninguém                       | _ | _                        |
| Res derelictae                      | Coisa abandonada                       | _ | _                        |
| Res perit domino                    | A coisa perece do dono                 | O detentor do bem deve zelar pelo bem em seu poder, cuidar, vigiar para evitar seu perecimento, sua perda, caso isso ocorra, o ônus será do detentor do bem. |                          |

## S
| Expressão                     | Tradução                                                    | Uso | Fonte                                                                                |
| ----------------------------- | ----------------------------------------------------------- | --- | ------------------------------------------------------------------------------------ |
| Salus populi suprema lex esto | A saúde (o bem estar) do povo deve ser a suprema lei        | _ | _                                                                                    |
| Semel heres, semper heres     | _                                                           | _ | _                                                                                    |
| Si vera sunt                  | Se existem verdades                                         | _ | _                                                                                    |
| Sermo usualis                 |                                                             | |                                                                                      |
| Sine die                      | Por tempo indeterminado                                     | _ | _                                                                                    |
| Stare decisis                 | Mantenha-se a decisão                                       | _ | _                                                                                    |
| Stricto sensu                 | Em sentido estrito                                          | Quando quer se dar o sentido mais restrito de determinada expressão                                    | _                                                                                    |
| Sub Judice                    | Em apreço. Em julgamento                                    | Aplica-se quando se quer referir que o caso ainda está em apreço do respetivo Juíz, sem decisão final. |                                                                                      |
| Summum ius, summa iniuria     | O direito aplicado com extremo rigor pode ser muito injusto | _ | _                                                                                    |
| Suum Cuique Tribuere          | Dar a cada um o que é seu                                   | _ | _                                                                                    |
| Superficies solo cedit        | _                                                           | _ |                                                                                      |
| Supressio                     | Supressão                                                   | Instituto atinente a extinção de um direito                                                            | _                                                                                    |
| Surrectio                     | Surreição                                                   | Instituto atinente ao surgimento de um direito                                                         | _                                                                                    |
| Servans Servandis             | Conservando-se o que deve ser conservado                    | | Livro "Linguagem Jurídica e Argumentação". Autor: Fabio Trubilhano Antonio Henriques |

## T
| Expressão                           | Tradução                             | Uso                                                                                          | Fonte |
| ----------------------------------- | ------------------------------------ | -------------------------------------------------------------------------------------------- | ----- |
| Tam dixit quam voluit               | Tanto disse como quis                | _                                                                                            | _     |
| Tantundem eiusdem generis           | A mesma quantidade da mesma espécie  | _                                                                                            | _     |
| Tantum devolutum quantum appellatum | O tanto devolvido é o quanto apelado | O tanto devolvido cinge-se a matéria impugnada, no recurso de Apelação                       | _     |
| Tempus regit actum                  | O tempo rege o ato                   | As coisas jurídicas se regem pela lei da época em que ocorreram                              | _     |
| Tertium non datur                   | O terceiro não se dá                 | _                                                                                            | _     |
| Tertium genus                       | Terceiro tipo                        | _                                                                                            | _     |
| Tu quoque(, fili)                   | Também tu(, filho)                   | Exclamação de César, ao ver no grupo dos seus assassinos Bruto que passava por ser seu filho |       |

## U
| Expressão                                     | Tradução                                                             | Uso | Fonte                                                          |
| --------------------------------------------- | -------------------------------------------------------------------- | --- | -------------------------------------------------------------- |
| Ubi lex voluit dixit, ubi noluit tacuit       | Quando a lei quis determinou; sobre o que não quis, guardou silêncio | _ | _                                                              |
| Ubi non est justitia, ibi non potest esse jus | Onde não existe justiça não pode haver direito                       | A justiça é que sustenta as diversas formas de direito                                                                       | _                                                              |
| Ubi societas ibi jus                          | Onde está a sociedade, aí está o direito                             | Não existe sociedade, por mínima que seja, sem um conjunto de normas jurídicas (leis e regras) para disciplinar seu convívio | _                                                              |
| Ultima ratio                                  | Último recurso                                                       | É o ultimo recurso ou último instrumento a ser usado pelo Estado em situações de punição por condutas castigáveis.           | Willian Idelfonso http://www.significados.com.br/ultima-ratio/ |
| Ultra posse nemo obligator                    | Ninguém é obrigado a fazer mais do que o possível                    | _ | _                                                              |
| Unum castigabis, centum emendabis             | Um castigarás, cem corrigirás                                        | _ | _                                                              |
| Uti possidetis                                | De acordo com o que possuis (agora)                                  | Na condição em que te encontras                                                                                              | _                                                              |
| Ut res magis valeat quam pereat               | Para que a coisa mais valha que pereça                               | _ | _                                                              |

## V
| Expressão                     | Tradução                               | Uso | Fonte                                                                            |
| ----------------------------- | -------------------------------------- | --- | -------------------------------------------------------------------------------- |
| Vacatio legis                 | Lei vacante - Vazio Legal              | Tempo vago da lei. Lapso de tempo entre sua publicação e a eficácia                                                | _                                                                                |
| Vade mecum                    | Vem comigo                             | Refere-se a um compêndio das obras básicas para serem consultadas facilmente                                       | _                                                                                |
| Verbi Gratia (v.g.)           | Por exemplo                            | _ | _                                                                                |
| Verba Volant Scripta Manent   | As palavras voam, o escrito permanece  | _ | _                                                                                |
| Venire contra factum proprium | Vir contra facto próprio               | Postula dois comportamentos da mesma pessoa, lícitos em si e diferidos no tempo.                                   | http://lfg.jusbrasil.com.br/noticias/20745/o-que-e-venire-contra-factum-proprium |
| Verbis                        | Às palavras                            | _ | _                                                                                |
| Volenti non fit iniuria       | Não se faz injúria àquele que consente | Postulado ou axioma jurídico segundo o qual a vítima não se deve queixar em juízo de uma ofensa por ela consentida | _                                                                                |
| Vigilavit iustitiae oculus    | O olho da justiça vigiou               | _ | -                                                                                |
| Vis absoluta                  | Poder absoluto                         | Coação física. Por superioridade de força física, usá-la para obrigar alguém a fazer algo.                         | -                                                                                |
| Vis relativa                  | Poder relativo                         | Coação moral. Usar de ameaça, para coagir outrem a realizar algo.                                                  | -                                                                                |